# Puccinia arachidis
Puccinia arachidis ist eine Ständerpilzart aus der Ordnung der Rostpilze (Pucciniales). Der Pilz ist ein Endoparasit der Erdnuss. Symptome des Befalls durch die Art sind Rostflecken und Pusteln auf den Blattoberflächen der Wirtspflanzen. Die Art ist im tropischen und subtropischen Amerika verbreitet.

## Merkmale

### Makroskopische Merkmale
Puccinia arachidis ist mit bloßem Auge nur anhand der auf der Oberfläche des Wirtes hervortretenden Sporenlager zu erkennen. Sie wachsen in Nestern, die als gelbliche bis braune Flecken und Pusteln auf den Blattoberflächen erscheinen.

### Mikroskopische Merkmale
Das Myzel von Puccinia arachidis wächst wie bei allen Puccinia-Arten interzellulär und bildet Saugfäden, die in das Speichergewebe des Wirtes wachsen. Ihre Spermogonien und Aecien sind bislang unbekannt. Die Uredien des Pilzes wachsen überwiegend unterseitig auf den Oberflächen der Wirtsblätter und sind zimtbraun. Ihre ebenfalls zimtbraunen Uredosporen sind 23–29 × 18–22 µm groß, eiförmig bis breitellipsoid und stachelwarzig. Die blattunterseitig wachsenden Telien der Art sind zimtbraun, pulverig und unbedeckt. Die hell goldbraunen Teliosporen sind zweizellig, in der Regel ellipsoid bis langellipsoid, runzelig und meist 38–56 × 14–18 µm groß. Ihre Stiele sind farblos und bis zu 65 µm lang.

## Verbreitung
Das bekannte Verbreitungsgebiet von Puccinia arachidis reicht von den südlichen USA bis nach Südamerika. Inzwischen ist er überall verbreitet, wo die Erdnuss angebaut wird.

## Ökologie
Die Wirtspflanze von Puccinia arachidis ist die Erdnuss (Arachis hypogaea), aber auch auf anderen Arten der Gattung wie z. B. Arachis repens. Der Pilz ernährt sich von den im Speichergewebe der Pflanzen vorhandenen Nährstoffen, seine Sporenlager brechen später durch die Blattoberfläche und setzen Sporen frei. Die Art durchläuft einen makrozyklischen Entwicklungszyklus, von dem Bislang nur Uredien und Telien bekannt sind. Ob sie Wirtswechsel durchmacht, lässt sich deshalb nicht sagen.

## Bedeutung
Puccinia arachidis ist ein bedeutender Schädling im Erdnussanbau. Der Pilz Fusarium chlamydosporum parasitiert den Rost, wodurch er als in der biologischen Schädlingsbekämpfung eingesetzt werden kann. Meist wird er mit Pestiziden wie Carbendazim und Mancozeb bekämpft.